# Sutura esfeno-escamosa
La sutura esfeno-escamosa es una sutura del cráneo que une el hueso esfenoides y la porción escamosa del hueso temporal.

## Imágenes adicionales
| |
| Hueso cigomático izquierdo in situ. La sutura esfeno-escamosa une el hueso esfenoides y el temporal (a la derecha). |

|                  |
| Base del cráneo. |